# 圣阿芒瓦尔托雷
圣阿芒瓦尔托雷（法語：Saint-Amans-Valtoret，法語發音：[sɛ̃.t‿amɑ̃(s) valtɔʁɛ]）是法国奥克西塔尼大区塔恩省的一个市镇，属于卡斯特尔区。

## 地理
圣阿芒瓦尔托雷（43°28'51"N, 2°29'29"E）面积35.58 平方千米，位于法国奧克西塔尼大區塔恩省，该省份为法国南部内陆省份，北起顺时针与阿韦龙省、埃罗省、奥德省、上加龙省和塔恩-加龙省接壤。
与圣阿芒瓦尔托雷接壤的市镇（或旧市镇、城区）包括：拉斯法亚德、阿尔比讷、昂格莱斯、布迪蓬德拉恩、蓬德拉恩、鲁艾鲁、圣阿芒苏尔特、索沃泰尔、勒万特鲁。

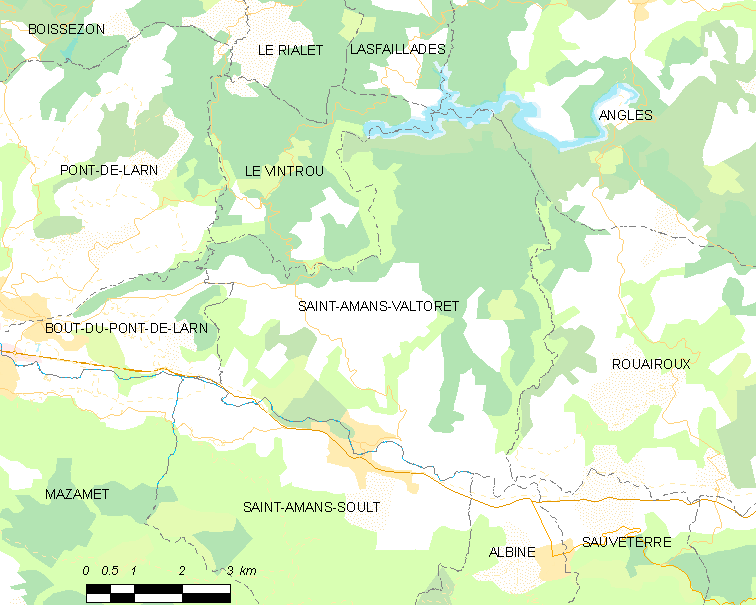
圣阿芒瓦尔托雷的OSM定位图

圣阿芒瓦尔托雷的时区为UTC+01:00、UTC+02:00（夏令时）。

## 行政
圣阿芒瓦尔托雷的邮政编码为81240，INSEE市镇编码为81239。

## 政治
圣阿芒瓦尔托雷所属的省级选区为马扎梅第二县。

## 人口

1962-2008年间圣阿芒瓦尔托雷人口变化图示

圣阿芒瓦尔托雷于2022年1月1日时的人口数量为862人。